# Desa Gunungsari (administrativ by i Indonesien, Jawa Barat, lat -6,59, long 108,32)
Desa Gunungsari är en administrativ by i Indonesien.   Den ligger i provinsen Jawa Barat, i den västra delen av landet, 170 km öster om huvudstaden Jakarta.